# 新加坡能源市場管理局
新加坡能源市场管理局（英語：Energy Market Authorit），成立于2001年4月，是隶属于新加坡贸易和工业部的政府法定机构。能源市場管理局作为新加坡电力与天然气市场的监管机构，其职能是负责推动新加坡能源市场的有效竞争，保障新加坡能源供应的可靠性，安全性和可持续发展性。

## 沿革
能源市场管理局是根据新加坡上世纪九十年逐步开始的电力改革的市场要求所设立的职能机构，以代替放松管制之前公用事业局对电力行业的监管职能。其发展历程如下
- 2001年4月，能源市場管理局成立，其作用是在保证解除管制后的电力与天然气市场安全稳定运行，以及保证电力系统的安全性。发电公司从新加坡电力公司独立出来参与市场竞争。
- 2001年7月，大于2MW的电力负荷可以自主选择电力零售商，这些负荷被称为可竞争用户（contestable customers）。
- 2003年1月，新加坡国家电力市场（The National Electricity Market of Singapore，缩写为NEMS）投入运行，最开始开放市场的是发电。
- 2004年1月，推出差价合约（Vesting contract），以约束在市场占主导地位参与者的市场势力。
- 2006年2月，占新加坡总电力需求5%的大型消费用户包括商业及工业用户有选择权可向一系列零售商购买电力。
- 2008年11月，主办第一届新加坡国际能源周（Singapore International Energy Week，缩写为SIEW）。
- 2011年10月，被委派设计、建立并运营位于乌敏岛的清洁能源与可再生能源的微电网测试平台。
- 2012年3月，由行业领导的能源行业人力资源工作组成立，以确定及建议建立新加坡能源行业人力资源的策略。

## 职能
自2009年开始，能源市场管理局的工作范围扩大，不单管理能源市场的法规及运作，亦肩负起行业发展及推广的工作。为了打造一个可持续增长的先进能源环境，能源市场管理局的目标是透过多项计划，包括鼓励及促进电力及管道燃气工业更大竞争、强化新加坡成为燃气/液化天然气的贸易枢纽、支持各种精明运用能源的倡议，和透过每年的“新加坡国际能源周”促成能刺激思维的对话，为新加坡发展出一个具活力的能源行业。
新加坡能源市场管理局在新加坡主要扮演三方面的角色：
- 新加坡电网调度部门（Power System Operator, PSO）；
- 新加坡能源市场监管部门；
- 新加坡能源市场各个参与方的协调员，负责行业发展及推广。

能源市场管理局持有新加坡电力市场运营方——能源市场管理公司（EMC）的51%股权，其余49%股权由新西兰能源管理公司M-co持有。